# トマス・ポウィス (第2代リルフォード男爵)

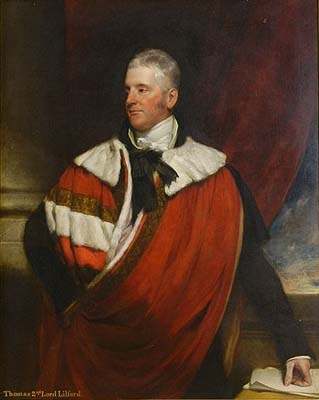
第2代リルフォード男爵、ヘンリー・ウィリアム・ピッカースギル画。

第2代リルフォード男爵トマス・ポウィス（英語: Thomas Powys, 2nd Baron Lilford、1775年4月8日 – 1825年7月4日）は、グレートブリテン貴族。

## 生涯
初代リルフォード男爵トマス・ポウィスと妻メアリー（Mary、旧姓マン（Mann）、1823年1月没、ガルフリダス・マンの娘）の長男として、1775年4月8日に生まれた。イートン・カレッジで教育を受けた後、1792年6月30日にケンブリッジ大学セント・ジョンズ・カレッジに入学、1797年にB.A.の学位を、1802年にM.A.の学位を修得した。1794年5月9日にはリンカーン法曹院にも入学している。
1800年1月26日に父が死去すると、リルフォード男爵位を継承した。貴族院ではホイッグ党に属した。
1803年5月9日、ノーサンプトンシャーの副統監に任命された。1803年7月11日、ノーサンプトンシャー・ヨーマンリー連隊の大尉に任命された。
1825年7月4日にグローヴナー・プレイスで死去、13日にノーサンプトンシャーのエイチャーチで埋葬された。長男トマス・アザートンが爵位を継承した。

## 家族

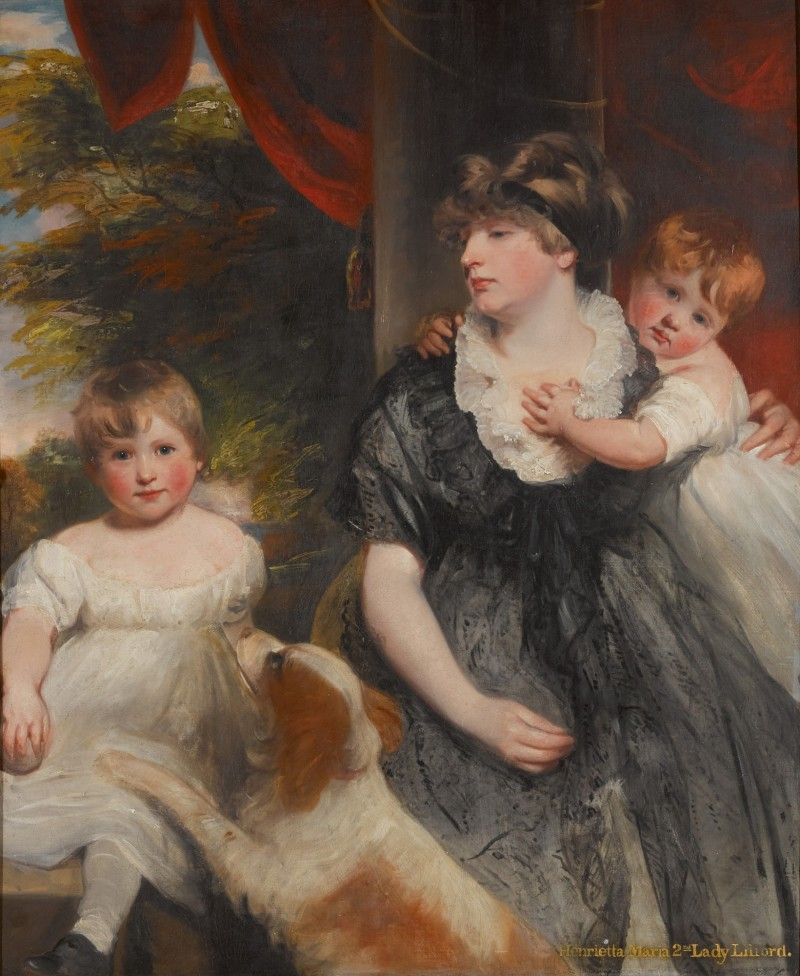
リルフォード男爵夫人アンナ・マリア、ジョン・ホプナー画。

1797年12月5日、アンナ・マリア・アザートン（Anna Maria Atherton、1820年8月11日没、ロバート・ヴァーノン・アザートンの娘）と結婚、6男6女をもうけた。
- ヘンリエッタ・マリア（1799年2月 – 1870年1月21日） - 1827年9月10日、ジョン・キャンベル・コフーン（John Campbell Colquhoun、1870年4月17日没）と結婚[5]
- イリナ（1800年1月27日 – 1880年3月13日） - 1839年7月8日、第4代準男爵サー・ジョン・マレー・ネイスミス（1876年7月19日没）と結婚[5][6]
- トマス・アザートン（1801年12月2日 – 1861年3月15日） - 第3代リルフォード男爵[1]
- ロバート・ヴァーノン（1802年12月3日 – 1854年5月26日） - 1825年4月14日、ジェーン・ベケット（Jane Beckett、1842年11月10日没、ウィリアム・ベケットの三女）と結婚、子供あり[5][6]
- メアリー（1804年12月12日 – 1883年11月5日） - 1830年5月11日、ジェームズ・ドラモンド（James Drummond、1882年11月18日没）と結婚[5][6]
- ホレイショ（1805年11月28日 – 1877年5月31日） - 1833年2月21日、パーシー・ゴア・カリー（Percy Gore Currie、1883年4月7日没、ウィリアム・カリーの娘）と結婚、子供あり[5][6]
- エリザベス・アザートン（Elizabeth Atherton、1805年 – 1891年1月8日） - 1828年2月15日、リチャード・レオナード・アダムズ（Richard Leonard Adams、1875年8月22日没）と結婚[5][6]
- フランシス・ヘスター（1808年 – 1840年6月17日） - 1831年4月5日、トマス・ヘンリー・コーストン（Thomas Henry Causton、1854年5月15日没）と結婚[5]
- アザートン・リー（Atherton Legh、1809年9月23日 – 1886年8月28日） - 1841年9月23日、シャーロット・エリザベス・ノーマン（Charlotte Elizabeth Norman、1869年11月2日没、リチャード・ノーマンの娘）と結婚、子供あり[5][6]
- ジェーン・ルーシー（1905年12月4日没） - 1836年5月17日、ジョン・ピアース・モーリス（John Pierce Maurice、1874年7月17日没）と結婚、子供あり[6]
- ヘンリー・リトルトン（Henry Littleton、1812年3月29日 – 1863年7月10日） - 1840年11月20日、マーガレット・マティルダ・バンチョ（Margarette Matilda Bancho、1863年7月10日没、ジョン・J・バンチョの娘）と結婚、子供あり。1862年7月16日、マリア・ゴア（Maria Gore、1902年3月8日没、サー・ジョン・ゴア（英語版）の娘）と再婚[6]
- チャールズ（1813年3月4日 – 1897年10月16日） - 1836年3月29日、メアリー・ケネディ（Mary Kennedy、1854年2月12日没、ウィリアム・スコット・ケネディの娘）と結婚、子供なし。1854年8月15日、アグネス・アン・リチャーズ（Agnes Anne Richards、1906年4月26日没、ジョン・リチャーズの娘）と再婚、子供あり[6]